# Ярослав
Яросла́в — мужское славянское имя. Одно из немногих славянских имён, принятых Русской церквью. В настоящее время распространено в России, на Украине, в Чехии, Словакии и Польше. От имени князя Ярослава произошло название городов Ярославль и Ярослав.
Существует два допустимых варианта отчества: Ярославич и Ярославович, Ярославна и Ярославовна. Производные формы имени — Ярославка; Слава, Славуня; Славуся; Рося; Ярик, Славик.
От этого имени произошла фамилия Ярославов, а также от топонима Ярославль происходит фамилия Ярославцев.

## Происхождение имени
Славянское двухосновное имя, составленное из двух корней: «яр» (ярый, яркий) и «слав» (слава). Буквальное значение «яркая слава».

## Именины
- 3 июня — день поминовения Св. князя Ярослава Святославича Муромского.
- 5 марта (в високосный год — 4 марта) — день поминовения Св. благоверного князя Ярослава Мудрого. Имя благоверного князя Ярослава Мудрого внесено в месяцеслов по благословению Святейшего Патриарха Алексия II 8 декабря 2005 года.
- 11 февраля или 8 декабря — день поминовения Св. новомученика (священномученика) протоиерея Ярослава Савицкого.

## Иноязычные варианты
- бел. Яраслаў[5]
- болг. Ярослав[5]
- пол. Jarosław[5]
- словац. Jaroslav[5]
- укр. Ярослав[5]
- чеш. Jaroslav[5]